# Morretes
Morretes è un comune del Brasile nello Stato del Paraná, parte della mesoregione Metropolitana de Curitiba e della microregione di Paranaguá. si trova a 70 km dalla capitale dello Stato Curitiba.